# موش کور طلایی جولیانا
موش کور طلایی جولیانا(نام علمی: Neamblysomus julianae) نام یک گونه از تیره موش کور طلایی است.